# 伊娃-瑪麗亞·酈梅茨
伊娃-瑪麗亞·酈梅茨（1974年5月31日—）是愛沙尼亞政治人物，曾任該國外交部部長。

## 生平
2017年起，酈梅茨擔任駐捷克、斯洛維尼亞和克羅埃西亞大使，持有三國的國書。
酈梅茨於總理卡雅·卡拉斯的首屆內閣中擔任外交部部長。酈梅茨於2021年愛沙尼亞中間黨提名為無黨籍候選人，後於同年6月9日正式加入該黨。酈梅茨上任部長不久，外交部宣布自2021年1月28日開始舉辦「北極月」（Arctic Month）主題活動，預計於同年申請成為北極理事會觀察員國。酈梅茨表示「北極地區的發展應是所有人關心的問題，因為該地的氣候變化影響到整個世界」。
2022年6月3日，總理卡雅·卡拉斯解除包括酈梅茨在內的7位愛沙尼亞中間黨籍內閣部長職務。

## 學歷
酈梅茨擁有塔爾圖大學的公共管理學士學位和愛沙尼亞商學院的國際商業管理碩士學位，她也是日內瓦安全政策中心第19期安全政策國際培訓班的畢業生。

## 外部連結
- 伊娃-瑪麗亞·酈梅茨 （页面存档备份，存于）（外交部）

| 官衔                     | 官衔                    | 官衔                            |
| ------------------------ | ----------------------- | ------------------------------- |
| 前任者： 烏爾瑪斯·賴薩陸 | 外交部部長 2021－2022年 | 繼任者： 安德烈斯·蘇特 （代理） |